# 大川道通
大川 道通（だいせん どうつう、正応5年（1265年）- 延元4年/暦応2年2月1日（1339年3月11日））は、鎌倉時代末から南北朝時代、室町時代初期にかけての臨済宗の禅僧。

## 生涯
南宋から渡来した大休正念に師事し、その法をつぐ。寿福寺、ついで円覚寺の住持となった。建長寺住持の招請をうけたが、入山前に没した。